# 玛丽亚·佩雷斯·拉瓦萨
玛丽亚·佩雷斯·拉瓦萨（西班牙語：María Pérez Rabaza；2001年12月24日—），西班牙职业女子足球运动员，司职后腰，目前效力于倫敦城雌獅足球俱樂部和西班牙国家女子足球队。2023年，她代表西班牙参加国际足联女子世界杯并夺得冠军。